# Drijen (Derventa, BiH)
Drijen je naseljeno mjesto u sastavu Grada Derventa, Republika Srpska, BiH.

## Reljef
Drijen je selo na nadmorskoj visini od oko 174 m. Smješteno je uz rijeku Ukrinu koja je i ujedno granica sa selom Štrpcima. Pored toga Drijen još graniči s Gornjim Detlakom, Ceranima Lupljanicom. Drijen je najmanje selo u Gradu Derventa. 

## Zanimljivosti
Drijen je posebno poznat po Mlinu Stevića odnosno kupalištu koje je puno u ljetnom periodu. Pored toga Drijen ima hrast star preko 800 godina poznatiji kao Tošića hrast. Pored toga Drijen ima još osnovnu školu do petog razreda u funkciji i ima crkvu sv. Ćirila i Metodija uz koju se nalazi groblje koje se zove Džigerovac, ali za ovo ime rijetko tko zna inače ono je poznato kao Drijensko groblje. 

## Stanovništvo
| Drijen             |              |              |              |
| godina popisa      | 1991.        | 1981.        | 1971.        |
| Srbi               | 756 (96,55%) | 846 (97,35%) | 804 (99,50%) |
| Hrvati             | 5 (0,63%)    | 2 (0,23%)    | 3 (0,37%)    |
| Muslimani          | 0            | 0            | 0            |
| Jugoslaveni        | 6 (0,76%)    | 18 (2,07%)   | 0            |
| ostali i nepoznato | 16 (2,04%)   | 3 (0,34%)    | 1 (0,12%)    |
| ukupno             | 783          | 869          | 808          |